# انطوان صقر
انطوان صقر هو لاعب كرة قدم لبناني لعب في مركز الظهير مع نادي السكة الحديد والحكمة ومنتخب لبنان لكرة القدم.
شارك داريان في المباراة الأولى للمنتخب اللبناني ضد فلسطين الانتدابية عام 1940، والتي خسرها اللبنانيون بنتيجة 5–1، كما مثّل منتخب بيروت عام 1946.